# Lungisani Ndlela
Lungisani Lionel Ndlela (ur. 8 września 1980 we Frankfort) – południowoafrykański piłkarz występujący na pozycji napastnika.

## Kariera klubowa
Ndlela karierę rozpoczynał w 2002 roku w trzecioligowym zespole University of Pretoria FC. W 2003 roku przeszedł do Moroki Swallows z PSL. W 2004 roku zdobył z nią Puchar RPA. W tym samym roku odszedł do Supersport United FC, także grającego w PSL. W 2005 roku również z tym klubem zdobył Puchar RPA. W Supersport grał przez 2 lata.
W 2006 roku Ndlela przeniósł się do innego zespołu PSL, Mamelodi Sundowns FC. W 2007 roku wywalczył z nim mistrzostwo RPA, a w 2008 roku Puchar RPA. W 2009 roku wrócił do Moroki Swallows. Tym razem również występował tam przez rok. W 2010 roku odszedł do United FC z NFD (II liga). w 2011 zakończył w nim swoją karierę.

## Kariera reprezentacyjna
W reprezentacji RPA Ndlela zadebiutował w 2005 roku. W tym samym roku został powołany do kadry na Złoty Puchar CONCACAF. Zagrał na nim w meczach z Meksykiem (2:1), Jamajką (3:3, gol), Gwatemalą (1:1) i Panamą (1:1, gol, 3:5 w rzutach karnych), a drużyna RPA zakończyła turniej na ćwierćfinale. Od 2005 do 2006 rozegrał w kadrze narodowej 9 meczów i strzelił 3 gole.